# Lychnodiscus
Lychnodiscus es un género con nueve especies de plantas de flores perteneciente a la familia Sapindaceae. 

## Especies seleccionadas
- Lychnodiscus brevibracteatus
- Lychnodiscus cerospermus
- Lychnodiscus dananensis
- Lychnodiscus grandifolius
- Lychnodiscus mortehani
- Lychnodiscus multinervis
- Lychnodiscus papillosus
- Lychnodiscus pedicellaris
- Lychnodiscus reticulatus